# Gevlekte kruiplijster
De gevlekte kruiplijster (Erythrogenys erythrocnemis synoniem: Pomatorhinus erythrocnemis) is een zangvogel uit de familie Timaliidae (timalia’s).

## Verspreiding en leefgebied
Deze soort is endemisch in Taiwan.

## Status
De grootte van de populatie is niet gekwantificeerd maar de soort wordt omschreven als vrij algemeen. Op de Rode lijst van de IUCN heeft deze soort de status niet bedreigd.